# Божович, Драголюб
Драголюб «Жуча» Божович (серб. Драгољуб "Жућа" Божовић; 6 ноября 1922, Борач — ночь с 14 на 15 марта 1943, Чичево) — югославский рабочий, партизан времён Народно-освободительной войны, Народный герой Югославии.

## Биография
Родился 6 ноября 1922 в деревне Борач (нынешняя община Книч Сербии). До войны работал красильщиком на фабрике. С 1941 года на фронте Народно-освободительной войны и член Коммунистической партии Югославии. Проходил службу в 1-й пролетарской ударной бригаде, 3-м Крагуевацком батальоне, 3-й роте.
Погиб в ночь с 14 на 15 марта 1943 в селе Чичево в бою против четников.
Указом Президиума Народной скупщины ФНРЮ от 20 декабря 1951 посмертно награждён званием Народного героя Югославии.